# Jos Buivenga
Jos Buivenga (Assen, 1965) és un tipògraf neerlandès. És conegut per ser el creador de les lletres tipogràfiques Museo, Calluna, o Anivers, entre d'altres.
Les seves lletres tipogràfiques tenen un alt grau de qualitat i originalitat, fet que ha portat a que hagin estat utilitzades, en els últims anys, per un gran nombre de persones, amb fins realment dispars: des de campanyes polítiques a treballs d'artistes.
És remarcable també el fet que moltes de les seves fonts tipogràfiques, l'autor les distribueix de manera totalment lliure, fent ús de les eines de la web 2.0. D'aquesta manera, ha aconseguit un bon feedback amb el públic, fet que també ha ajudat a la ràpida difusió de les seves fonts tipogràfiques.

## Biografia
Des de petit havia somniat ser artista. Més tard, arribant a un acord amb el seu pare, aniria a estudiar a l'escola d'art, però no com a artista, sinó com a dissenyador. El 1984 va començar els seus estudis de disseny a la "ArtEZ Hogeschool voor de Kunsten" (1984 - 1988) a Arnheim. El gener de 2004 funda la “Exljbris Font Foundry” empresa de la qual encara n'és el propietari. Durant anys combina la professió de tipògraf amb la de director d'art a la “Storm Creative Agency” (juny 2007 - abril 2009) i a la “MUNTZ Marketing Communication Group” (febrer 2006 - maig 2007)
El seu ofici de tipògraf va començar com un desig de veure escrit un text propi en la seva pròpia tipografia. El 1994 comença a crear Delicious, la seva primera lletra tipògràfica, que acaba el 1996. Tot i que sempre havia admirat els tipògrafs, en els seus estudis de disseny no es va especialitzar en aquesta branca, així que va crear Delicious, jugant amb les possibilitats que li oferia la creació, com un procés d'aprenentatge 
Deu anys després dissenya la seva segona font Fontin i Fontin Sans. Després seguirien Diavlo el 2007, Anivers el 2008, Museo el 2008, Museo Sans el 2008, Museo Slab el 2009, Calluna el 2009, Geotica el 2010. Durant la dècada de 2010 ha treballat en projectes com Questa, projecte tipogràfic que comparteix amb Martin Majoor (tipògraf).

## Tipografies

### Museo

Infografia sobre Jos Buivega on es combina informació sobre les lletres que ha creat i sobre la seva trajectòria professional a través d'una línia de temps i de gràfics de barres.

Museo va ser desenvolupada el 2008, al voltant de la lletra “U”, que l'autor va dissenyar amb les terminacions doblegades, tal com es podria fer amb un filferro. Primerament va ser pensada com una tipografia per a se mostrada en majúscules. Després, però, Jos Buivenga va dissenyar una versió en minúscules de manera que va haver de fer algunes concessions de contrast entre els traços, els quals va posar a dins de les lletres. Les primeres versions van ser penjades al blog per descarregar-les gratuïtament. Al cap de poc temps la tipografia ja comptava amb un munt de demanda, i l'acollida a la lletra va ser molt favorable.
El contrast entre els traços és gairebé imperceptible i les formes són simples. Un exemple el trobem a la lletra “O”, que és un cercle geomètric. Museo és una semi-serifa que va ser pensada des del principi per ser una font per a títols. Aquesta és la raó per la qual l'autor va optar per alinear els ascendents amb els signes diacrítics. D'aquesta manera la font té un aspecte el més harmoniós possible quan s'utilitzen aquests signes diacrítics. Museo és una família tipogràfica amb cinc estils: 100, 300, 500, 700 i 900. Els estils 300, 500 i 700 es distribueixen amb llicència lliure.

### Calluna
És una lletra tipogràfica amb serifa, de tipus romana, molt llegible, i amb un disseny actual. Inicialment, Jos Buivenga s'inspira en la font Museo, i prova d'experimentar, afegint-li serifes egípcies a la Museo. Quan s'adona que el resultat pot ser interessant, continua investigant en el disseny de Calluna. Aquest fet fa que les serifes de la Calluna heretin la direccionalitat marcada per la font Museo.
Com a font Opent Type compta amb interessants detalls distintius que ajuden a donar-li personalitat. El nom de Calluna prové del nom d'un carrer d'Arnheim, pròxim a l'estudi de Jos Buivenga. Calluna és una família tipogràfica amb vuit estils: Light, Regular, Regular Italic, Semibold, Semibold Italic, Bold, Bold Italic i Black. L'estil Regular es distribueix amb llicència lliure.

## Exemples d'ús
- exemple d'ús de la tipografia museo
- exemple d'ús de la tipografia museo
- exemple d'ús de la tipografia Geotica
- exemple d'ús de la tipografia Calluna
- Exemple d'ús de la tipografia Diavlo